# Politisk symbolism

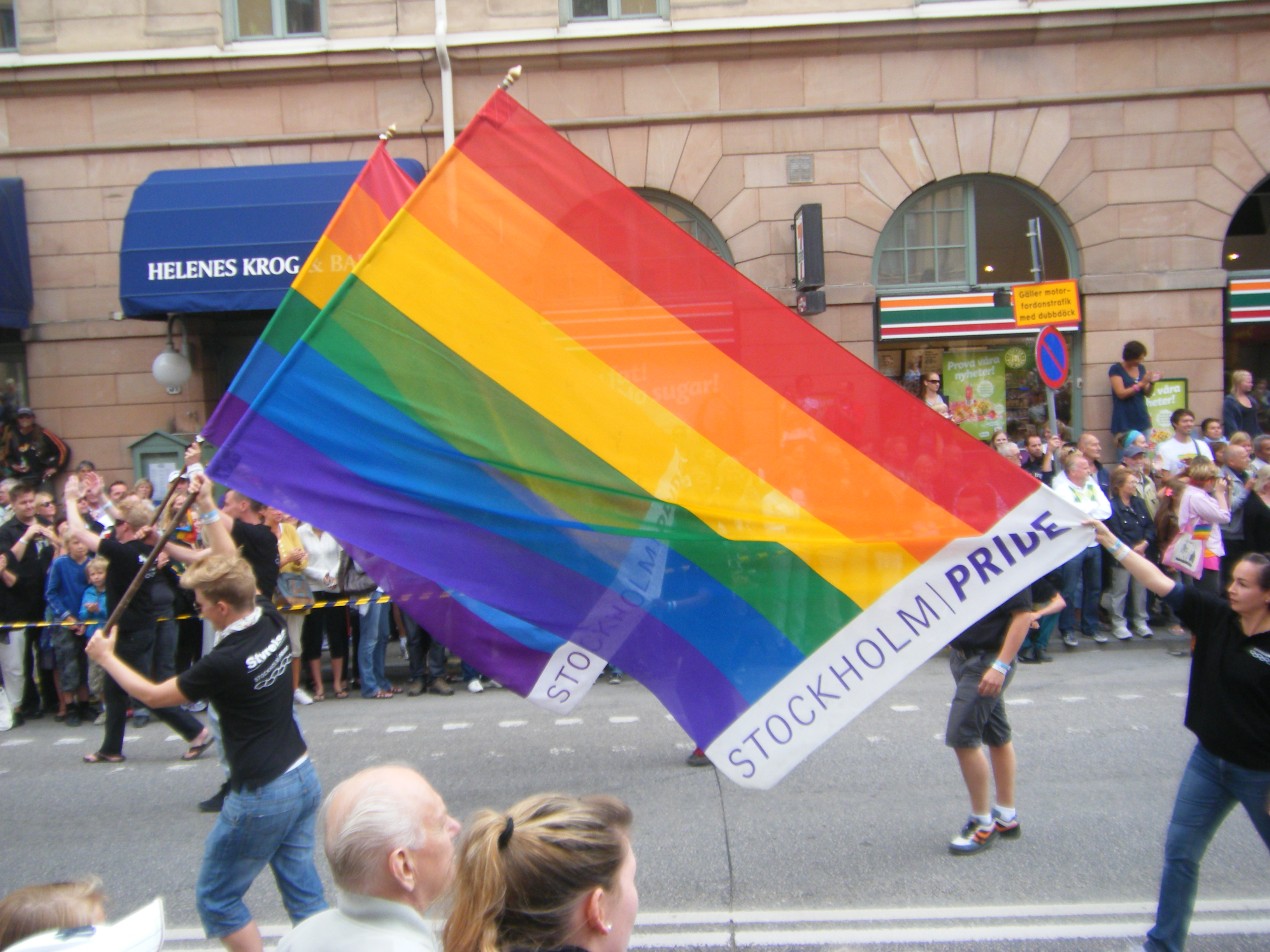
Regnbågsflaggan är associerad med HBTQ-rörelsen och dess strävan efter jämlikhet.

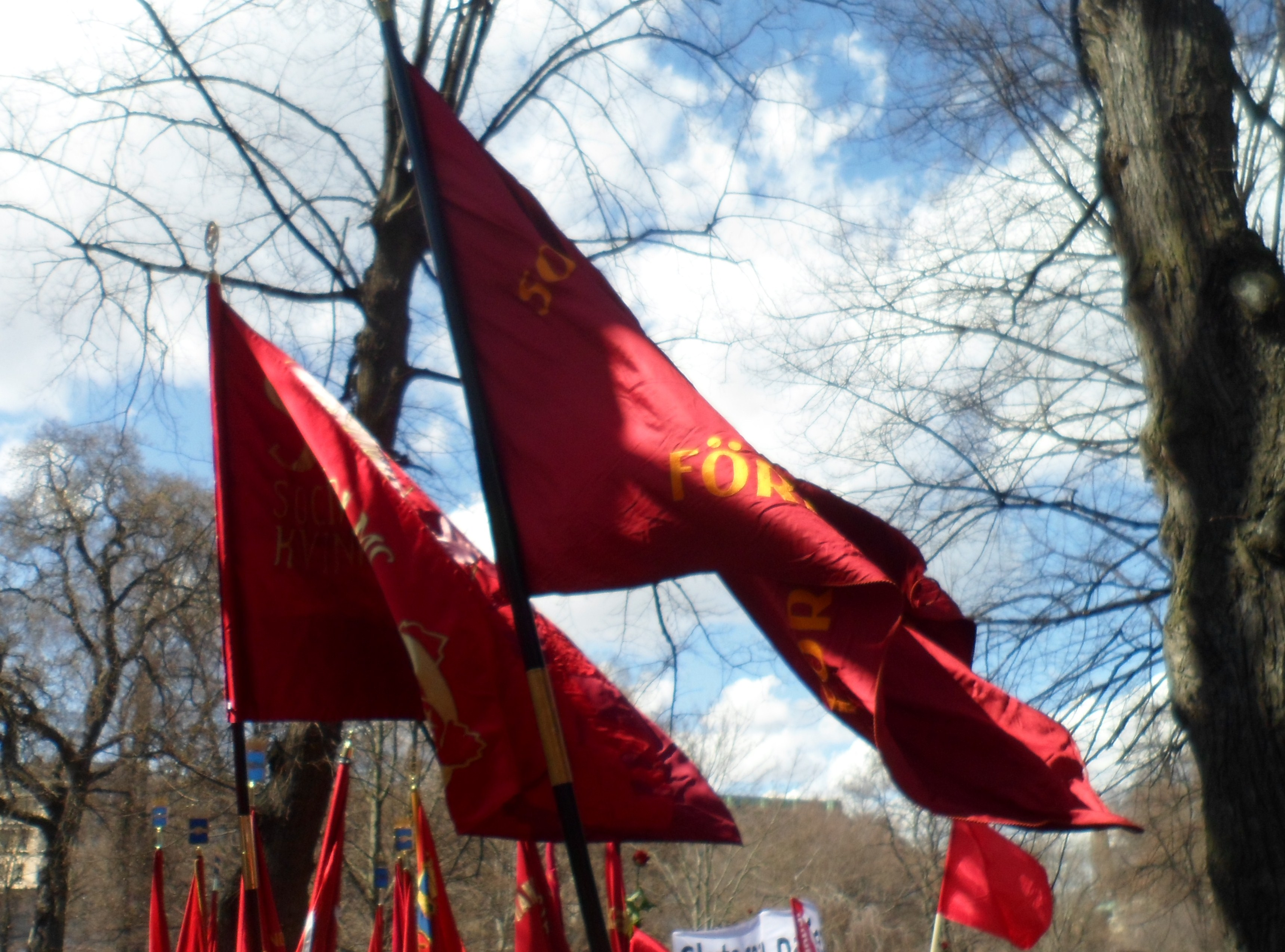
Röda fanan associerad med arbetarrörelsen och dess strävan efter ökad rättvisa.

Politisk symbolism eller politisk symbolik används för att representera en politisk ståndpunkt. Det kan konkret handla om färger och symboler men även mer abstrakt om sakfrågor, värderingar och ställningstaganden. När det gäller det senare talas om symbolpolitik vilket innebär att en politisk fråga blir viktig, inte på grund av vad den konkret innebär utan på grund av vilket värde den anses bära; vad den symboliserar.